# Парламентские выборы в ФРГ (1983)
Парламентские выборы в Западной Германии 1983 года (нем. Bundestagswahl 1983) — 10-е демократические выборы в Бундестаг Западной Германии, состоявшиеся 6 марта 1983 года, на которых ХДС/ХСС получила большинство мест в парламенте, а лидер ХДС — Гельмут Коль, был переизбран на должность федерального канцлера.

## Предвыборная кампания
На предыдущих выборах в 1980 году СвДП входила в коалицию с СДПГ. После распада коалиции канцлером ФРГ в октябре 1982 года был избран председатель ХДС Гельмут Коль. За него проголосовала фракция ХДС/ХСС и большинство членов СвДП в Бундестаге. Были организованы досрочные выборы. У СДПГ возникли трудности, потому что слева появилась новая партия — Зеленые.
Важнейшей проблемой на этих выборах был вопрос вооружений после принятия двойного решения НАТО.

## После выборов
Правительственная коалиция ХДС/ХСС — СвДП во главе с канцлером Гельмутом Колем осталась у власти. Это были первые выборы, на которых Зеленые получили места в Бундестаге.

## Результаты
Результаты выборов:
|                          | Христианско-демократический союз       | 14 857 680 | 38,1 %  | ▲3,9 % | 202 | ▲17 | 38,4 %  |
|                          | Христианско-социальный союз            | 4.140.865  | 10,6 %  | ▲0,3 % | 53  | ▲1  | 10,6 %  |
|                          | Свободная демократическая партия       | 2 706 942  | 6,9 %   | ▼3,7 % | 35  | ▼19 | 6,8 %   |
|                          | Социал-демократическая партия Германии | 14 865 807 | 38,2 %  | ▼4,7 % | 202 | ▼45 | 38,8 %  |
|                          | Зелёные                                | 2 167 431  | 5,6 %   | ▲4,1 % | 28  | ▲27 | 5,4 %   |
|                          | Прочие партии                          | 201 962    | 0,5 %   |        | 0   |     | 0,0 %   |
| Недействительных голосов | Недействительных голосов               | 338 841    | -       | -      | -   | -   | -       |
| Всего                    | Всего                                  | 39 279 529 | 100,0 % |        | 498 | ▲1  | 100,0 % |

Западный Берлин представляли неголосующие представители :11 СПД, 9 ХДС, 1Свдп, 1АЛ.